# Seznam italijanskih pisateljev
Seznam italijanskih pisateljev.

## A
- André Aciman
- Giuseppe Adami
- Silvano Agosti?
- Francesco Alberoni
- Barbara Alberti
- Sibilla Aleramo
- Luigi Alfonsi?
- Corrado Alvaro
- Giorgio Amendola
- Giulio Angioni
- Tullia d'Aragona
- Viola Ardone
- Pietro Aretino
- Giovanni Arpino

## B
- Riccardo Bacchelli
- Antonio Baldini
- Eraldo Baldini
- Anna Banti
- Luigi Bartolini
- Chiara Barzini (1979)
- Cristina Batocletti
- Cesare Battisti
- Giuliana Berlinguer
- Bernardo Dovizi Bibbiena
- David Bidussa
- Daria Bignardi
- Giovanni Boccaccio
- Achille Bocchi
- Arrigo Boito
- Guidubaldo Bonarelli
- Massimo Bontempelli
- Gesualdo Bufalino
- Aldo Busi
- Emanuela Bussolati
- Enrico Annibale Butti
- Dino Buzzati-Traverso

## C
- Giulio Caccini
- Italo Calvino
- Andrea Camilleri
- Giulia Caminito
- Sergio Campailla
- Pasquale Festa Campanile
- Luigi Capuana
- Annibale Caro
- Fabrizio Caroso
- Giovanni della Casa
- Carlo Cassola
- Mario Castelnuovo-Tedesco
- Baldassare Castiglione
- Carlo Cattaneo
- Guido Ceronetti
- Giorgio de Chirico
- Gian Antonio Cibotto
- Paolo Cognetti
- Carlo Collodi
- Ascanio Condivi
- Tonino Conte?
- Enrico Corradini
- Beppe Costa (*1941)
- Giovanni Cotta
- Carmen Covito
- Benedetta Craveri
- Stelio Crise

## D
- Damiano Damiani
- Gabriele D'Annunzio
- Alessandro D'Avenia
- Edmondo De Amicis
- Eduardo De Filippo
- Alessandro Defilippi
- Grazia Deledda
- Federico De Roberto
- Erri De Luca
- Anton Francesco Doni
- Carlo Dossi
- Giovanni Dozzini

## E
- Umberto Eco
- Giuliano da Empoli

## F
- Alessandro Fabbri
- Rocco Familiari
- Salvatore Farina
- Beppe Fenoglio
- Elena Ferrante
- Renato Ferrari
- Antonio Fogazzaro
- Arnaldo Fraccaroli
- Alberto Fortis
- Carlo Fruttero (Fruttero e Lucentini)

## G
- Carlo Emilio Gadda
- Alfonso Gatto
- Giambattista Gelli
- Guido Gerosa
- Lisa Ginzburg
- Natalia Ginzburg
- Paolo Giordano
- Domenico Gnoli
- Tommaso Grossi
- Giovannino Guareschi
- Guarino Guarini?

## I
- Frank Iodice

## J
- Francesco Jovine

## L
- Raffaele La Capria (1922-)
- Giuseppe Tomasi di Lampedusa
- Cristoforo Landino
- Tommaso Landolfi
- Elda Lanza
- Carlo Levi
- Primo Levi
- Nicolai Lilin
- Carlo Lucarelli
- Franco Lucentini (Fruttero e Lucentini)

## M
- Franco Marcoaldi
- Stefano Massini
- Claudio Magris
- Curzio Malaparte
- Luigi Malerba
- Sepp Mall
- Goffredo Mameli
- Valerio Massimo Manfredi
- Federica Manzon
- Alessandro Manzoni
- Dacia Maraini
- Giuseppe Marotta
- Alda Merini
- Carlo Michelstädter
- Marco Missiroli
- Ferdinando Martini
- Marco Missiroli
- Federico Moccia
- Elsa Morante
- Alberto Moravia

## N
- Neera
- Ippolito Nievo
- Angiolo Silvio Novaro

## O
- Ugo Ojetti
- Renato Olivieri
- Anna Maria Ortese

## P
- (Boris Pahor, slovenski pisatelj z italijanskim državljanstvom)

- Aldo Palazzeschi
- Melissa Panarello
- Giovanni Papini
- Goffredo Parise
- Angelo Pasquini
- Cesare Pavese
- Enrico Pea
- Angelo Pellegrino
- Silvio Pellico
- Michele Perriera
- Mario Pincherle (1919-2012)
- Amelia Pincherle Rosselli
- Luigi Pintor
- Luigi Pirandello
- Ugo Pirro
- Franco Pisani
- Fabio Pittorru
- Giovanni Pontano
- Vasco Pratolini
- (Giuseppe Prezzolini 1882-1982)
- Michele Prisco

## R
- Roberto Rampi
- Elisabetta Rasy
- Leonida Repaci
- Giampiero Rigosi
- Gianni Rodari
- Lalla Romano
- Paolo Rumiz

## S
- Mariano Sabatini
- Rafael Sabatini
- Raffaele Sacco
- Emilio Salgari
- Edoardo Sanguineti
- Goliarda Sapienza
- Roberto Saviano
- Leonardo Sciascia
- Giacomo Scotti
- Antonio Scurati
- Eros Sequi
- Matilde Serao
- Manlio Sgalambro
- Giuseppe Sgarbi (1921-2018)
- Carlo Sgorlon
- Enzo Siciliano
- Ignazio Silone
- Scipio Slataper
- Giorgio Soavi
- Mario Soldati
- Giani Stùparich
- Italo Svevo

## T
- Susanna Tamaro (*1957, Ts)
- Alessandro Tassoni
- Bonaventura Tecchi
- Tiziano Terzani
- Fulvio Tomizza
- Teo Teocoli
- Giovanni Testori
- Giuseppe Tomasi di Lampedusa
- Pier Vittorio Tondelli (1955-1991)
- Luis Trenker
- Emanuele Trevi
- Ilaria Tuti

## V
- Paolo Valera
- Franca Valeri
- Chiara Valerio
- Maria Valtorta
- Daniele Varè
- Giorgio Vasari
- Walter Veltroni
- Giovanni Verga
- Lorenzo Viani
- Elio Vittorini
- Paolo Volponi

## Z
- Bernardino Zapponi
- Sarah Zappulla Muscarà
- Cesare Zavattini
- Tullia Zevi
- Alvise Zorzi